# Willi Hussong
Willi Hussong (* 3. April 1903 in Kirkel-Neuhäusel, Saarland; † 21. Februar 1981 in Speyer) war ein deutscher Kirchenverwaltungsrat und Vorstand der Versicherungsgesellschaft HUK-Coburg.
Hussong wurde als Sohn eines Bergmanns geboren. Nach dem Volksschulabschluss begann er als Lehrling im öffentlichen Dienst am Bürgermeisteramt von Kirkel. 1936 wurde er Rechnungsoberinspektor beim Protestantischen Landeskirchenamt Pfalz. Er war Mitglied der Bekennenden Kirche, einer Oppositionsbewegung evangelischer Christen zur Zeit des Nationalsozialismus.
1951 nahm er als „Beauftragter der Protestantischen Landeskirche Pfalz“ an der Hauptversammlung der HUK-Coburg teil, wo er zum Vorstand bestellt wurde. Er war von 1951 bis 1955 Vorstand der HUK-Coburg. Von 1955 bis 1980 war er dort Aufsichtsratsvorsitzender. 1962 wurde er Oberkirchenrat; 1968 schied er als Pensionär aus dem Kirchendienst aus.
Im Juli 1980 legte Hussong alle seine Ämter bei der HUK-Coburg nieder. Wenige Monate später starb er.
Ihm zu Ehren trägt eine Straße am Sitz der HUK-Coburg in Coburg seinen Namen, sowie ein Alten- und Pflegeheim in Kandel (Rheinland-Pfalz).